# قائمة سدود إيران
السدود في إيران: ان بناء وتشييد السدود في إيران قد يتصورها الكثيرون انها حاجة بشرية أو من مستلزمات المجتمعات الإنسانية الا ان الغور في قصة بناء السدود في إيران تؤكد انها إحدى فنون وتقنية وحضارة تاريخ إيران لان بناء السدود وشق الإنفاق وحصر المياه وضخها إلى ارتفاع  500 أو 1000 متر مثل إعادتها لتحريك المضخات العملاقة لا يمكن تصورها الا من خلال الأعمال العظيمة التي يقوم بها الإنسان. تُعتبَر إيران من أقدم بلدان العالم استخداماً للسدود والحواجز المائية نظراً لظروفها البيئية والمناخية، فقد ابتكر الإيرانيون العديد من النماذج المختلفة للسدود الكفيلة بمقاومة قوة مياه الأنهار الهائجة كما برعوا في بناء أوسع شبكات الري. وتُعتبَر جمهورية إيران اليوم واحدة من الدول الخمس الكبرى في مجال إنشاء السدود في العالم حيث كان عدد السدود في إيران قبل ثلاثين عاماً 27 سداً ووصل اليوم إلى 548 سداً.

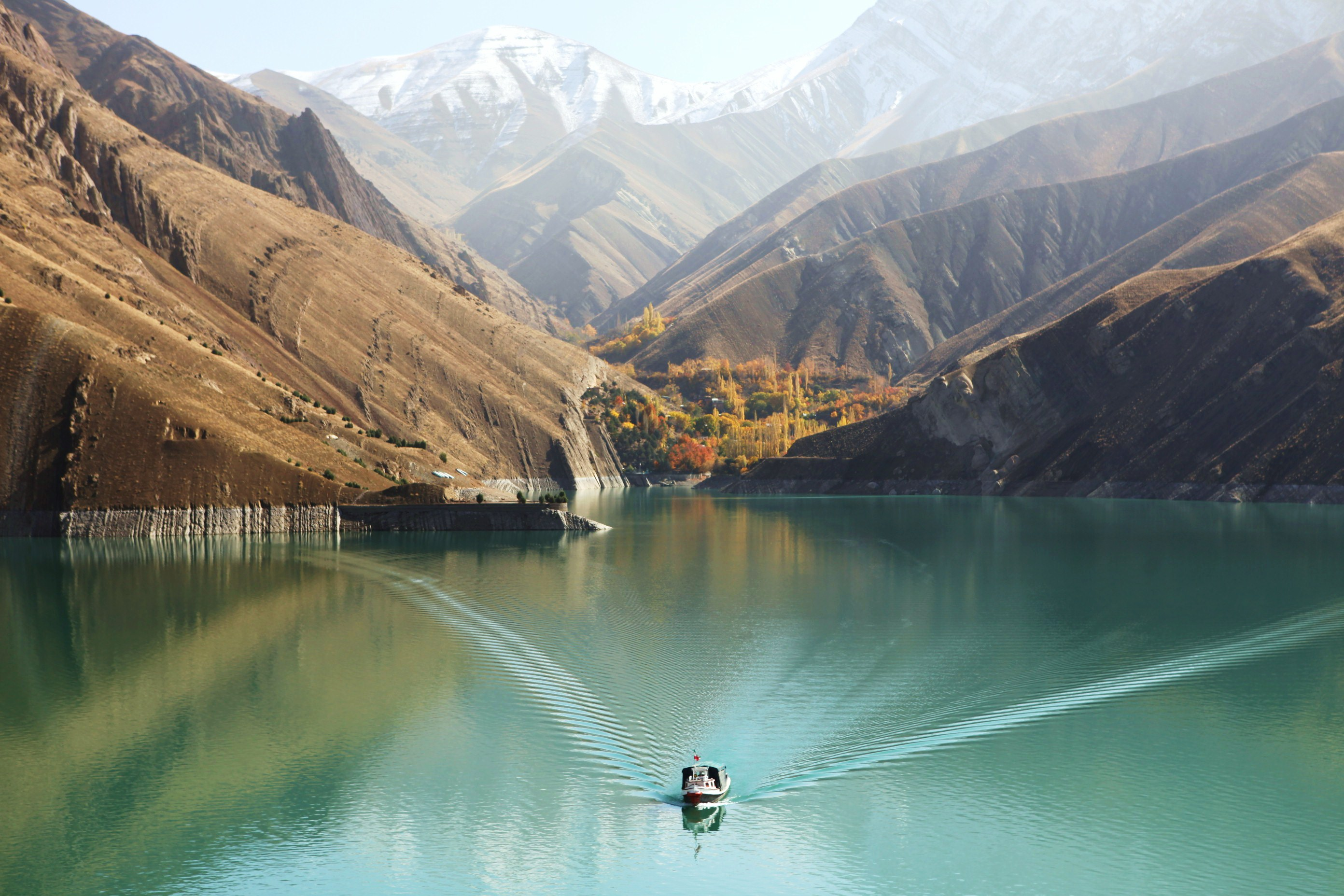
سد الأمير الكبير

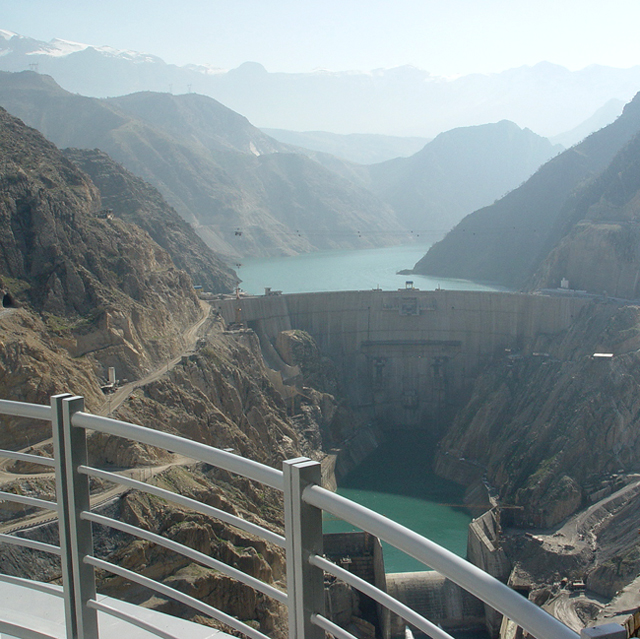
سد كارون-3

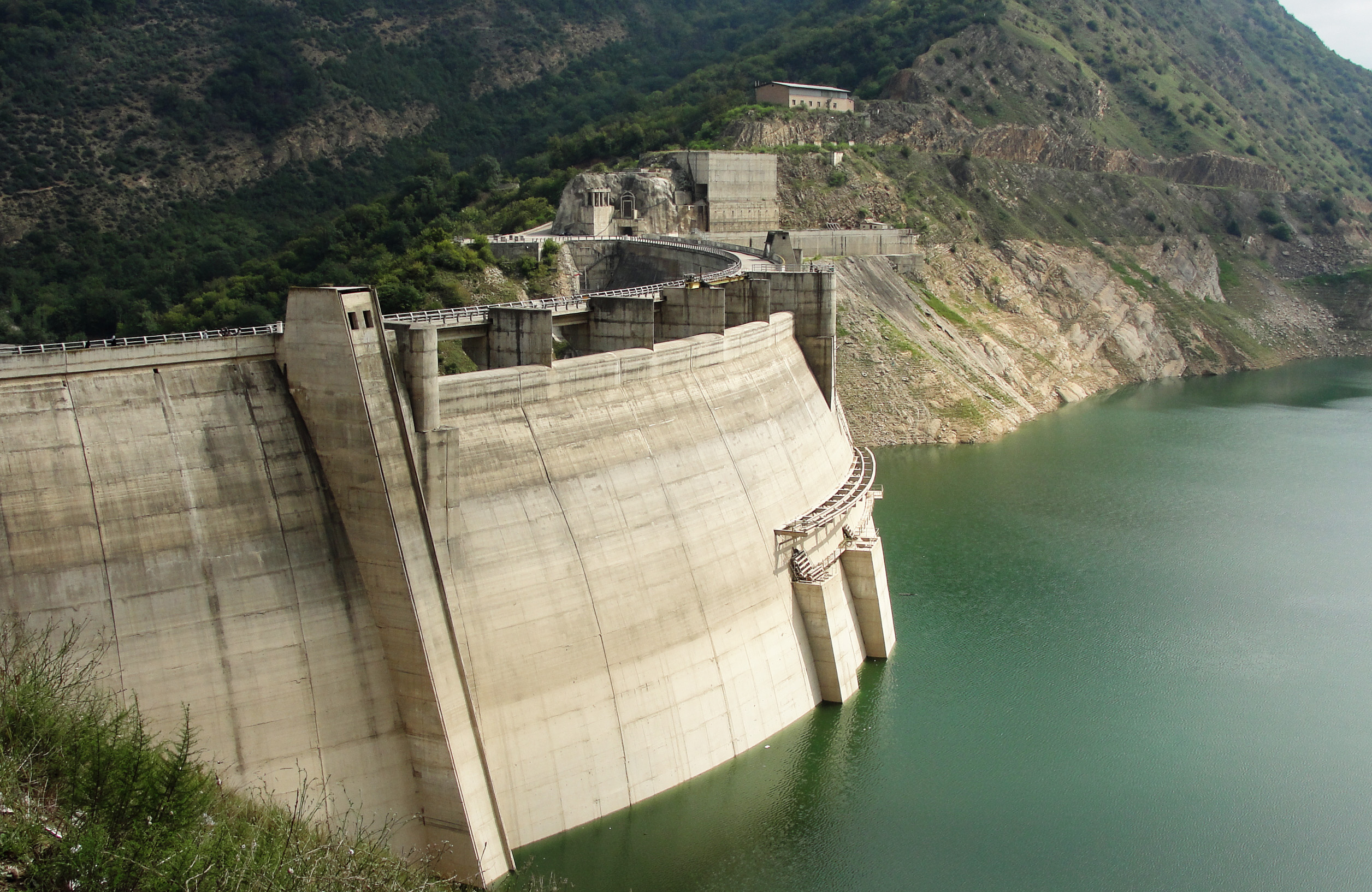
سد الشهيد رجائي

## تأريخ بناء السدود في إيران[3]
بناء السدود في إيران كان ولازال حدثاً وانجازاً هاماً دوماً في حياة الشعب الإيراني على مدى التاريخ حيث تشير صفحاته الغابرة بناء سدود منذ معرفة أول دولة في ارض فارس أي قبل 7 الاف عام، وتشييد السدود بارتفاع 50 أو 100 متر كان من اجل حصر مياه الإمطار والثلوج وراء السدود لمنع المياه من الهدر أو الاختلاط عبثاً بماء البحار المالحة. واستُخدِمَت هذه السدود التي كانت بالعشرات في تلك الفترة وعمرها ظل مابين 500 و 700 عاماً لكل سد في مجال الزراعة ومواجهة السنوات العجاف وقلة الأمطار ومد المدن والقرى بشبكات مياه الشرب والاستحمام والصرف الصحي حيث تؤكد الحفريات التاريخية صحة ما قيل ويقال عن بناء السدود في إيران وشبكات المياه.
- العهد الساساني القديم :

وصل بناء السدود إلى ذروته حيث ظلت هذه السدود المشيدة في تلك الفترة تُعَّمِر أكثر من 1200 عام  ومنها سد شوشتر المعروف وسد اخر في مدينة شيراز كان عمره الف عام. وشيدت الحكومات المتعاقبة في إيران القديمة سدود في (اصفهان وساوه وخوزستان) وتم تشييد سدود قوسية في (فرمان واخلمد وكبار) حيث استنسخ الرومان حين غزو إيران هذه السدود ونقلوا خرائطها إلى أوروبا لانهم انبهروا بتقنيتها وعظمة بناؤها وكان الرومان و اليونان بحاجة لها نظراً لتطابق الأرض الصخرية مع ارض إيران والمناخ تقريباً يشبه مناخ بلاد فارس القديمة.
- عهد مملكة هخامنش :

تطورت مرحلة بناء السدود حيث كانت إيران في تلك الفترة معرضة لطغيان الأنهار وموجات الصقيع والثلوج وبما ان دولة هخامنش كانت معروفة ببرامجها وخططها الزراعية والعمرانية فركزت على بناء المزيد من السدود ووضعها في خدمة المجتمع البشري آنذاك. وقد بنى الملك كورش الكبير سد (دياله) المعروف من الخشب والصخر حيث كان يغذي هذا السد أهالي بلاد فارس ومابين النهرين. وتم تشييد حوالي 10 سدود كبيرة في تلك الفترة منها (بند ناصري) بالقرب من عاصمة تخت جمشيد وسط إيران وسد (بهمن) على نهر (بند). ومن اللافت للنظر ان فترة بناء السدود في إيران تاريخياً كانت تمتد مابين 7 و 10 أعوام وهي الفترة ذاتها التي تستغرق بناء السدود في إيران حالياً مع الفارق ان السدود المشيدة في الوقت الراهن كبيرة وهائلة واستُخدِمَت فيها تقنية حديثة لشق صدور الجبال وحفر بواطن الأرض وتجويف السهول وحصر المياه وراء مخازن جبلية شاهقة.
- بناء السدود في التاريخ المعاصر :

حيث بدأ منذ عام 1950م بشكل علمي وتقني حيث تم تشييد عدة سدود. وتقول الحكومة الإيرانية على لسان وزارة الطاقة التي تنفذ عمليات بناء السدود ان عدد السدود في إيران وصل الآن إلى حوالي 550 سداً بمختلف الارتفاعات والطاقات والانجازات والتقنيات منها خاص بالزراعة ومنها حصر المياه للاستفادة منها  وأكثر السدود المشيدة هي لانتاج طاقة الكهرباء بواسطة تحريك المضخات والمولدات الكبيرة بقدرة ضغط تدفق شلالات المياه المحصورة وراء السدود العملاقة.

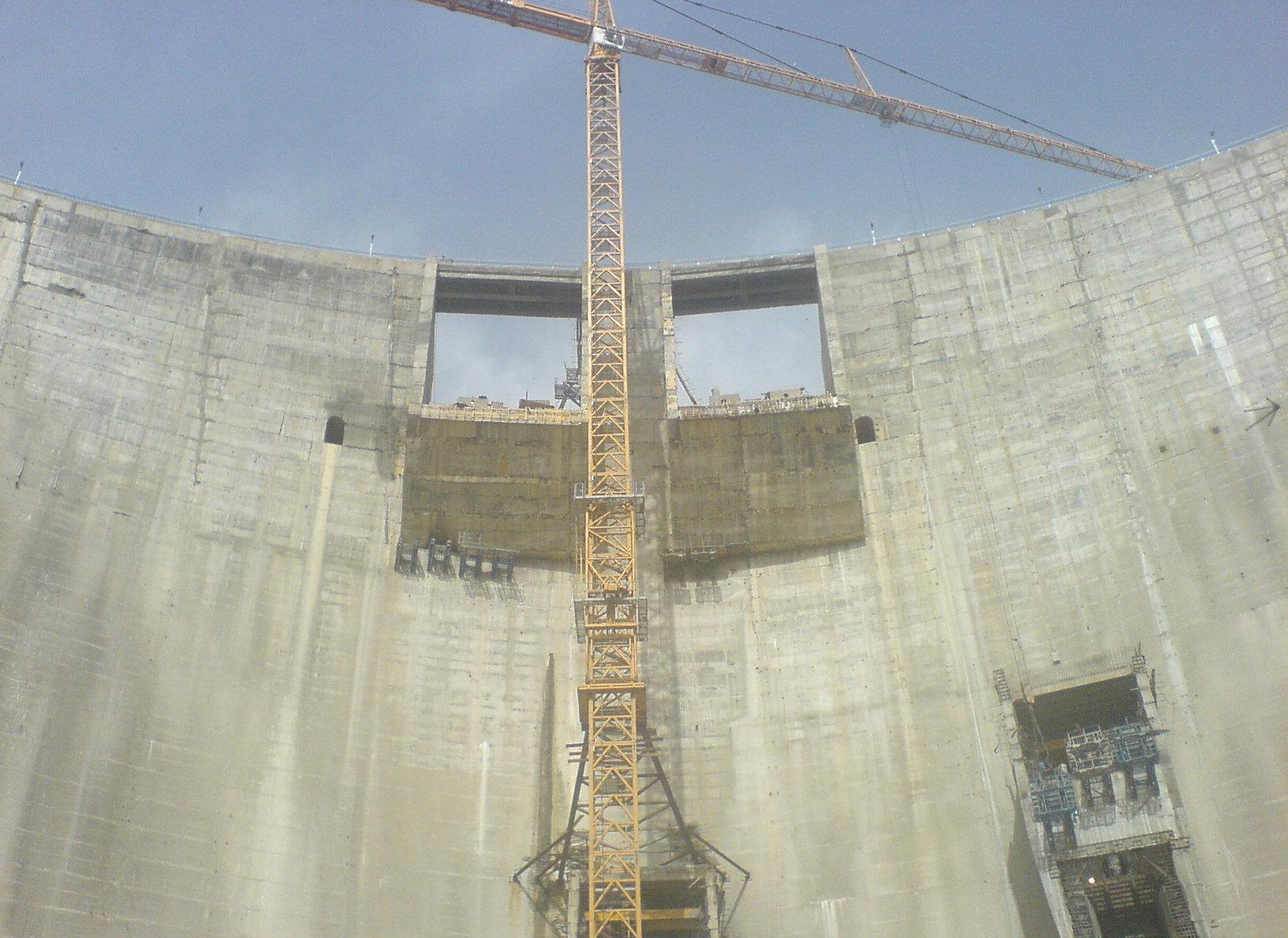
سد رئيس علي

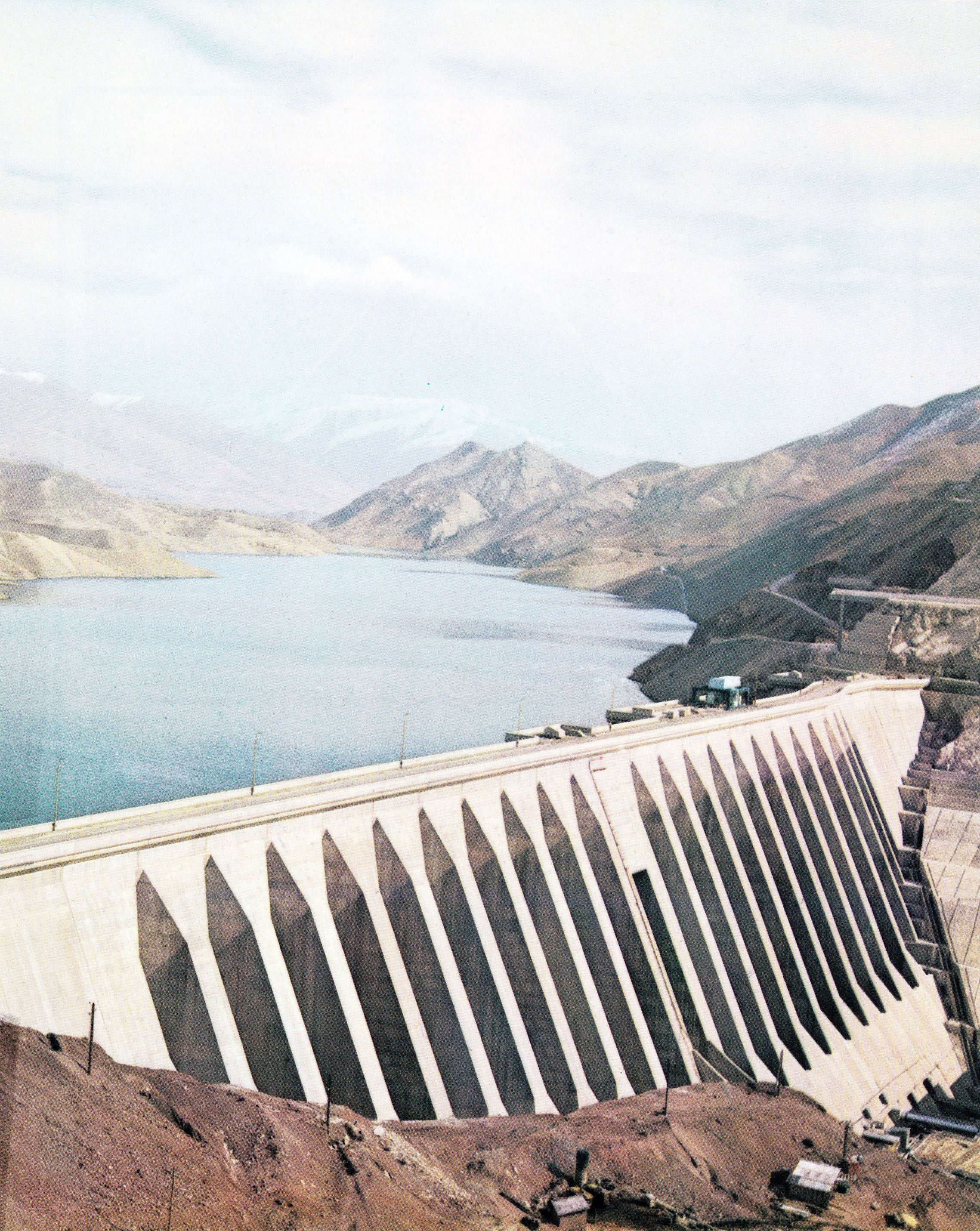
سد سفيد رود

## الخزانات والسدود الرئيسية في إيران
- سد علویان
- Alqadir Dam
- سد الأمير الكبير
- Azad Dam
- سد بست كز
- Daryan Dam
- Dez Dam
- Doroodzan Dam
- Ashavan Dam
- Garan Dam
- Gavoshan Dam
- Ilam Dam
- Iran–Turkmenistan Friendship Dam
- Jegin Dam
- Jiroft dam
- Karun-1 (Shahid Abbaspour) Dam
- Karun-2 (Masjed Soleyman) Dam
- سد كارون-3
- Karun-4 Dam
- سد الكرخة
- Khoda Afarin Dam
- Kouhrang 1 Dam
- Kouhrang 2 Dam
- سد لار
- Latyan Dam
- Mahabad Dam
- Mamloo Dam
- Marun Dam
- Nader Shah dam
- Panzadh Khordad Dam
- Rudbar Lorestan Dam
- Sardasht Dam
- Sefidrud (Manjil) Dam
- Seimare Dam
- Shahid Rajaee (Soleyman Tangeh) Dam
- Shahid Talebi Dam
- سدشمو
- Shirvan Dam
- Siah Bishe Dams
- Silveh Dam
- Sivand Dam
- Sumbar Dam
- Tarik Dam
- Upper Gotvand Dam
- Zarrine River (Bukan) Dam
- Zayandeh River Dam

## تحت التشيد
- Aras Watershed (Meghri) Dam
- Bakhtiari Dam
- Khersan-3 Dam
- Kouhrang 3 Dam

## السدود القديمة
- جسر شادروان
- سد بز
- سد جابر
- سد جاويد
- سد شاهي
- سد حاجي جعفر الكبير

الثورة الإسلا

## طالع ايضاً
- الترتيب الدولي لإيران في مختلف المجالات